# Ligue majeure de baseball 2001
Navigation
2000 2002
La Ligue majeure de baseball 2001 est la 101e saison depuis le rapprochement entre la Ligue américaine et la Ligue nationale et la 126e saison de ligue majeure. 
Les Diamondbacks de l'Arizona s'imposent en Série mondiale face aux Yankees de New York et remportent le titre le 4 novembre 2001.

## Saison régulière

### Événements
Le match d'ouverture oppose le 1er avril les Rangers du Texas aux Blue Jays de Toronto. Les Blue Jays s'imposent 8-1 à domicile.
5 août. Menés 12-0 après trois manches, les Indians de Cleveland s'imposent 14-15 en onze manches face aux Mariners de Seattle. Avec 12 points de handicap remontés, les Indians égalent le record du genre en Ligue majeure.
Avec 116 victoires en saison régulière, Les Mariners de Seattle établissent un nouveau record en Ligue américaine et égalent le record enregistré en Ligue nationale par les Cubs de Chicago en 1906 en 152 matchs.
Barry Bonds des Giants de San Francisco frappe 73 coups de circuit en saison régulière ; c'est un nouveau record en Ligue majeure.

### Classement de la saison régulière
Légende : V : victoires, D : défaites, % : pourcentage de victoires, GB : games behind ou retard (en matchs) sur la première place.
| Ligue américaine (Division Est) | V  | D   | %    | GB   |
| Yankees de New York             | 95 | 65  | .594 | --   |
| Red Sox de Boston               | 82 | 79  | .509 | 13.5 |
| Blue Jays de Toronto            | 80 | 82  | .494 | 16.0 |
| Orioles de Baltimore            | 63 | 98  | .391 | 32.5 |
| Devil Rays de Tampa Bay         | 62 | 100 | .383 | 34   |

| Ligue américaine (Division Centrale) | V  | D  | %    | GB   |
| Indians de Cleveland                 | 91 | 71 | .562 | --   |
| Twins du Minnesota                   | 85 | 77 | .525 | 6.0  |
| White Sox de Chicago                 | 83 | 79 | .512 | 8.0  |
| Tigers de Détroit                    | 66 | 96 | .407 | 25.0 |
| Royals de Kansas City                | 65 | 97 | .401 | 26.0 |

| Ligue américaine (Division Ouest) | V   | D  | %    | GB   |
| Mariners de Seattle               | 116 | 46 | .716 | --   |
| Athletics d'Oakland               | 102 | 60 | .630 | 14.0 |
| Angels de Los Angeles             | 75  | 87 | .463 | 41.0 |
| Rangers du Texas                  | 73  | 89 | .451 | 43.0 |

| Ligue nationale (Division Est) | V  | D  | %    | GB   |
| Braves d'Atlanta               | 88 | 74 | .543 | --   |
| Phillies de Philadelphie       | 86 | 76 | .531 | 2.0  |
| Mets de New York               | 82 | 80 | .506 | 6.0  |
| Marlins de la Floride          | 76 | 86 | .469 | 12.0 |
| Expos de Montréal              | 68 | 94 | .420 | 20.0 |

| Ligue nationale (Division Centrale) | V  | D   | %    | GB   |
| Astros de Houston                   | 93 | 69  | .574 | --   |
| Cardinals de Saint-Louis            | 93 | 69  | .574 | --   |
| Cubs de Chicago                     | 88 | 74  | .543 | 5.0  |
| Brewers de Milwaukee                | 68 | 94  | .420 | 25.0 |
| Reds de Cincinnati                  | 66 | 96  | .407 | 27.0 |
| Pirates de Pittsburgh               | 62 | 100 | .383 | 31.0 |

| Ligue nationale (Division Ouest) | V  | D  | %    | GB   |
| Diamondbacks de l'Arizona        | 92 | 70 | .568 | --   |
| Giants de San Francisco          | 90 | 72 | .556 | 2.0  |
| Dodgers de Los Angeles           | 86 | 76 | .531 | 6.0  |
| Padres de San Diego              | 79 | 83 | .488 | 13.0 |
| Rockies du Colorado              | 73 | 89 | .451 | 19.0 |

### Statistiques individuelles

#### Au bâton
| Catégorie        | Ligue nationale                                    | Stat | Ligue américaine         | Stat |
| ---------------- | -------------------------------------------------- | ---- | ------------------------ | ---- |
| Moyenne au bâton | Larry Walker (Rockies)                             | .350 | Ichiro Suzuki (Mariners) | .350 |
| Points produits  | Sammy Sosa (Cubs)                                  | 160  | Bret Boone (Mariners)    | 141  |
| Coups de circuit | Barry Bonds (Giants)                               | 73   | Alex Rodriguez (Rangers) | 52   |
| Bases volées     | Juan Pierre (Rockies) Jimmy Rollins (Philadelphie) | 46   | Ichiro Suzuki (Mariners) | 56   |

#### Lanceurs
| Catégorie                 | Ligue nationale                                       | Stat | Ligue américaine         | Stat |
| ------------------------- | ----------------------------------------------------- | ---- | ------------------------ | ---- |
| Moyenne de points mérités | Randy Johnson (Diamondbacks)                          | 2.49 | Freddy García (Mariners) | 3.05 |
| Victoires                 | Matt Morris (Cardinals) Curt Schilling (Diamondbacks) | 22   | Mark Mulder (Athletics)  | 21   |
| Retraits sur prises       | Randy Johnson (Diamondbacks)                          | 372  | Hideo Nomo (Red Sox)     | 220  |
| Sauvetages                | Robb Nen (Giants)                                     | 45   | Mariano Rivera (Yankees) | 50   |

## Séries éliminatoires
|  | Séries de divisions | Séries de divisions | Séries de divisions | Séries de divisions |          |          | Séries de championnat | Séries de championnat | Séries de championnat | Séries de championnat |  |  | Série mondiale | Série mondiale | Série mondiale | Série mondiale |
|  |                     |                     |                     |                     |          |          |                       |                       |                       |                       |  |  |                |                |                |                |
|  |                     |                     |                     |                     |          |          |                       |                       |                       |                       |  |  |                |                |                |                |
|  |                     |                     |                     |                     |          |          |                       |                       |                       |                       |  |  |                |                |                |                |
|  | Mariners            | Mariners            | 3                   | 3                   |          |          |                       |                       |                       |                       |  |  |                |                |                |                |
|  | Mariners            | Mariners            | 3                   | 3                   |          |          |                       |                       |                       |                       |  |  |                |                |                |                |
|  | Indians             | Indians             | 2                   | 2                   |          |          |                       |                       |                       |                       |  |  |                |                |                |                |
|  | Indians             | Indians             | 2                   | 2                   | Mariners | Mariners | 1                     | 1                     |                       |                       |  |  |                |                |                |                |
|  | Ligue américaine    |                     |                     |                     | Mariners | Mariners | 1                     | 1                     |                       |                       |  |  |                |                |                |                |
|  |                     |                     | Yankees             | Yankees             | 4        | 4        |                       |                       |                       |                       |  |  |                |                |                |                |
|  | Yankees             | Yankees             | Yankees             | Yankees             | 4        | 4        | 3                     | 3                     |                       |                       |  |  |                |                |                |                |
|  | Yankees             | Yankees             |                     |                     |          |          |                       | 3                     |                       |                       |  |  |                |                |                |                |
|  | Athletics           | Athletics           | 2                   | 2                   |          |          |                       |                       |                       |                       |  |  |                |                |                |                |
|  | Athletics           | Athletics           | 2                   | 2                   | Yankees  | Yankees  | 3                     | 3                     |                       |                       |  |  |                |                |                |                |
|  |                     |                     |                     |                     | Yankees  | Yankees  | 3                     | 3                     |                       |                       |  |  |                |                |                |                |
|  |                     |                     | Diamondbacks        | Diamondbacks        | 4        | 4        |                       |                       |                       |                       |  |  |                |                |                |                |
|  | Astros              | Astros              | Diamondbacks        | Diamondbacks        | 4        | 4        | 0                     | 0                     |                       |                       |  |  |                |                |                |                |
|  | Astros              | Astros              |                     |                     |          |          |                       |                       |                       |                       |  |  |                |                |                |                |
|  | Braves              | Braves              | 3                   | 3                   |          |          |                       |                       |                       |                       |  |  |                |                |                |                |
|  | Braves              | Braves              | 3                   | 3                   | Braves   | Braves   | 1                     | 1                     |                       |                       |  |  |                |                |                |                |
|  | Ligue nationale     |                     |                     |                     | Braves   | Braves   | 1                     | 1                     |                       |                       |  |  |                |                |                |                |
|  |                     |                     | Diamondbacks        | Diamondbacks        | 4        | 4        |                       |                       |                       |                       |  |  |                |                |                |                |
|  | Diamondbacks        | Diamondbacks        | Diamondbacks        | Diamondbacks        | 4        | 4        | 3                     | 3                     |                       |                       |  |  |                |                |                |                |
|  | Diamondbacks        | Diamondbacks        |                     |                     |          |          |                       | 3                     |                       |                       |  |  |                |                |                |                |
|  | Cardinals           | Cardinals           | 2                   | 2                   |          |          |                       |                       |                       |                       |  |  |                |                |                |                |
|  | Cardinals           | Cardinals           | 2                   | 2                   |          |          |                       |                       |                       |                       |  |  |                |                |                |                |
|  |                     |                     |                     |                     |          |          |                       |                       |                       |                       |  |  |                |                |                |                |

### Série mondiale
Les Diamondbacks de l'Arizona s'imposent contre les Yankees de New York en gagnant quatre des sept matches.
| Match | Date         | Visiteur                  | Hôte                      | Score      |
| ----- | ------------ | ------------------------- | ------------------------- | ---------- |
| 1     | 27 octobre   | Yankees de New York       | Diamondbacks de l'Arizona | 1 - 9      |
| 2     | 28 octobre   | Yankees de New York       | Diamondbacks de l'Arizona | 0 - 4      |
| 3     | 30 octobre   | Diamondbacks de l'Arizona | Yankees de New York       | 1 - 2      |
| 4     | 31 octobre   | Diamondbacks de l'Arizona | Yankees de New York       | 3 - 4 (10) |
| 5     | 1er novembre | Diamondbacks de l'Arizona | Yankees de New York       | 2 - 3 (12) |
| 6     | 3 novembre   | Yankees de New York       | Diamondbacks de l'Arizona | 2 - 15     |
| 7     | 4 novembre   | Yankees de New York       | Diamondbacks de l'Arizona | 2 - 3      |

## Honneurs individuels
| Recrue de l'année     | Albert Pujols (Cardinals)    | Ichiro Suzuki (Mariners) |
| Trophée Cy Young      | Randy Johnson (Diamondbacks) | Roger Clemens (Yankees)  |
| Manager de l'année    | Larry Bowa (Phillies)        | Lou Piniella (Mariners)  |
| Meilleur joueur (MVP) | Barry Bonds (Giants)         | Ichiro Suzuki (Mariners) |